# Engelbert Besednjak

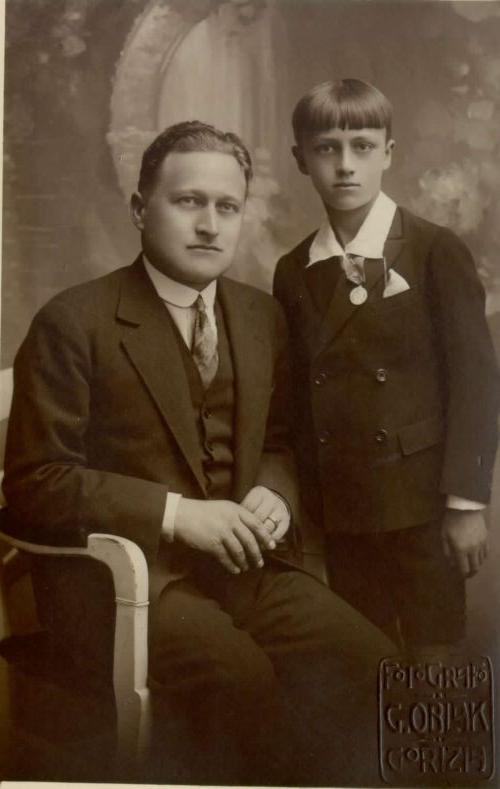
Engelbert Besednjak met zijn zoon in 1929

Engelbert Besednjak (Gorica, 14 maart 1894 - Triëst, 21 december 1968) was een Sloveense christendemocratische politicus, advocaat en journalist. In de jaren 1920, was hij een van de leiders van de Sloveense en de Kroatische minderheid in het door Italië regeerde Julisch Venetië. In de jaren 1930, was hij een van de leiders van de Sloveense antifascistische emigranten uit Primorska, samen met Josip Vilfan, Ivan Marija Čok en Lavo Čermelj. 
- Gemeinsame Normdatei: 121008975
- International Standard Name Identifier: 0000 0000 5887 7367
- Library of Congress Control Number: no2009061216
- Istituto Centrale per il Catalogo Unico: TSAV018462
- Virtual International Authority File: 45146378
- WorldCat: E39PBJc7YBhjKxw8CxbdthPPcP